# Tretjärnarna (Hotagens socken, Jämtland, 709226-143204)
Tretjärnarna är en sjö i Krokoms kommun i Jämtland och ingår i Indalsälvens huvudavrinningsområde.